# Evangelische Kirche (Velmeden)

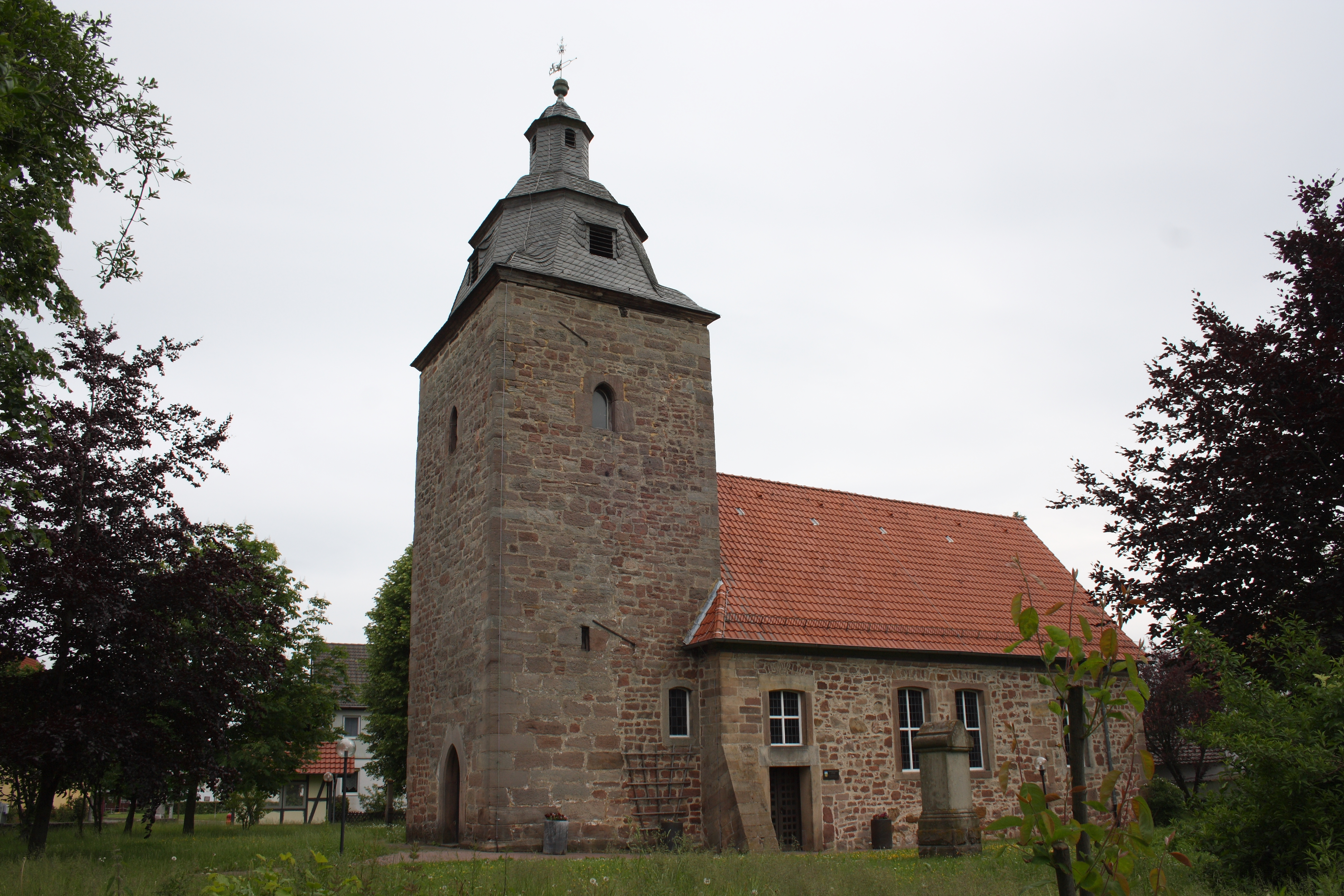
Evangelische Kirche (Velmeden)

Die Evangelische Kirche Velmeden ist ein denkmalgeschütztes Kirchengebäude, das in Velmeden steht, einem Stadtteil von Hessisch Lichtenau im Werra-Meißner-Kreis in Hessen. Die Kirchengemeinde gehört zum Kirchenkreis Werra-Meißner im Sprengel Kassel der Evangelischen Kirche von Kurhessen-Waldeck.

## Beschreibung
Der Kirchturm im Westen aus Bruchsteinen ist im Kern romanisch. Das Kirchenschiff aus Bruchsteinen wurde 1397 nach Osten um den Chor verlängert. Der Turm erhielt 1759 eine barocke Haube. Im Glockenstuhl hängen drei Kirchenglocken, die älteste von 1350, die beiden jüngeren aus den 1970er Jahren. 
1970–72 wurde der Innenraum saniert und mit einem hölzernen Tonnengewölbe versehen. An der Wand des Kirchenschiffs sind Reste einer Wandmalerei aus dem 15. Jahrhundert vorhanden. Zur Kirchenausstattung gehören der Altar von 1665, die Kanzel aus dem 17. Jahrhundert und das Taufbecken aus dem 15. Jahrhundert. Die Orgel aus der ersten Hälfte des 18. Jahrhunderts wird Johann Eberhard Dauphin zugeschrieben.